# Bellegarde-en-Marche
Bellegarde-en-Marche är en kommun i departementet Creuse i regionen Nouvelle-Aquitaine i de centrala delarna av Frankrike. Kommunen ligger i kantonen Bellegarde-en-Marche som tillhör arrondissementet Aubusson. År 2022 hade Bellegarde-en-Marche 357 invånare.

## Befolkningsutveckling
Antalet invånare i kommunen Bellegarde-en-Marche
Referens:INSEE